# Nowa Wieś Iławecka
Nowa Wieś Iławecka (deutsch Neuendorf) ist ein Dorf in der polnischen Woiwodschaft Ermland-Masuren. Es gehört zur Landgemeinde Górowo Iławeckie (Landsberg) im Powiat Bartoszycki (Kreis Bartenstein), bis 1945 zum Kreis Preußisch Eylau in Ostpreußen.

## Geographische Lage
Nowa Wieś Iławecka liegt am Südrand der einstigen Eylauer Heide im Nordwesten der Woiwodschaft Ermland-Masuren, acht Kilometer südlich der heute auf russischem Staatsgebiet gelegenen früheren Kreisstadt Preußisch Eylau (russisch Bagrationowsk) bzw. 16 Kilometer nordwestlich der jetzigen Kreismetropole Bartoszyce (deutsch Bartenstein).

## Geschichte

### Ortsgeschichte
Um 1700 wurde der kleine Ort Neusaaß gegründet und um 1785 Neuendorf genannt. Am 7. Mai 1874 wurde der Ort ein Amtsdorf und damit namensgebend für einen Amtsbezirk im ostpreußischen Kreis Preußisch Eylau, Regierungsbezirk Königsberg. 173 Einwohner zählte Neuendorf im Jahre 1910.
Am 1. April 1925 werden Teile des Gutsbezirks Sardienen (polnisch Żardyny) und am 15. November 1928 Teile des Gutsbezirk Preußisch Eylau, Forst, nach Neuendorf eingemeindet. Klein Maxkeim (polnisch Maskajmy) war schon früher zu Neuendorf gekommen.
Am 14. Mai 1930 wurde die Landgemeinde Neuendorf in den Amtsbezirk Worienen (polnisch Woryny) umgegliedert, was die Auflösung des Amtsbezirks Neuendorf zur Folge hatte.
Als 1945 in Kriegsfolge das gesamte südliche Ostpreußen an Polen fiel, bekam Neuendorf die polnische Namensform „Nowa Wieś Iławecka“. Das Dorf ist heute eine Ortschaft innerhalb der Gmina Górowo Iławeckie (Landgemeinde Landsberg) im Powiat Bartoszyce (Kreis Bartenstein), von 1975 bis 1998 der Woiwodschaft Olsztyn, seither der Woiwodschaft Ermland-Masuren zugehörig.

### Amtsbezirk Neuendorf (1874–1930)
Zum Amtsbezirk Neuendorf gehörten in der Zeit seines Bestehens:
| Deutscher Name                  | Polnischer Name    | Anmerkungen                                  |
| ------------------------------- | ------------------ | -------------------------------------------- |
| Klein Maxkeim                   | Maskajmy           | vor 1908 zu Neuendorf                        |
| Preußisch Eylau, Forst (teilw.) |                    | 1928 zu Neuendorf                            |
| Neuendorf                       | Nowa Wieś Iławecka | 1930 in den Amtsbezirk Worienen umgegliedert |
| Sardienen (teilw.)              | Żardyny            | 1924 zu Neuendorf                            |

## Religion
Neuendorf war vor 1945 mit seiner überwiegend evangelischen Bevölkerung in die Kirche Eichhorn in der Kirchenprovinz Ostpreußen der Kirche der Altpreußischen Union eingegliedert. Die römisch-katholischen Einwohner waren nach Landsberg eingepfarrt und gehören heute zur Pfarrei in Gałajny (Gallehnen) im Erzbistum Ermland.

## Verkehr
Nowa Wieś Iławecka ist über zwei Nebenstraßen zu erreichen:
* von der Woiwodschaftsstraße 511 im Abzweig Gałajny (Gallehnen) in Richtung Solno (Zohlen),
* von der Woiwodschaftsstraße 512 im Abzweig Wiewiórki in Richtung Warszkajty (Warschkeiten) an der polnisch-russischen Staatsgrenze.
Eine Anbindung an den Bahnverkehr besteht nicht.